# You Might Think
You Might Think (с англ. — «Ты Наверное Думаешь») — четырнадцатый в общем и первый с альбома Heartbeat City сингл американской рок-группы The Cars, вышедший 1 февраля 1984 года на лейбле Elektra Records.
«You Might Think» достигла седьмого места в Соединённых Штатах и восьмого в Канаде. Она также заняла первое место в чарте Mainstream Rock Tracks в США, став первой песней группы, сделавшей это. В Соединённом Королевстве песня достигла 88-го места. Она была широко показана и послужила сюжетным приёмом в американском телесериале BrainDead 2016 года.

## Музыкальное видео
Музыкальное видео является одним из первых, в котором используется компьютерная графика. В ролике Окасек и модель Сьюзан Галлахер участвуют в серии необычных встреч. Окасек появляется в зеркале её ванной комнате, внутри большого перископа, который появляется в её ванне, у неё во рту, в образе мухи, в образе Кинг-Конга на вершине Эмпайр-стейт-билдинг и в образе Робот-монстра, среди других воплощений. Остальные участники группы появляются вместе и по отдельности на протяжении всего видео; после того, как все они появляются в сцене кинотеатра, клавишник Грег Хоукс играет дантиста в сцене, в которой Окасек выбивает зуб во рту девушки. На сцене Кинг-Конга трое других участников, гитарист Эллиот Истон, басист Бен Орр и барабанщик Дэвид Робинсон, летают в паре на двух самолётах, летающих вокруг Окасека.
«Подвергнутая цензуре» версия этого видео также была сделана с альтернативной концовкой, где Рик Окасек не «убирает» своё лицо, что в первой версии приводит к потоку воды с различными артефактами из видео, вытекающими из того места, где было его лицо, завершаясь версией полёта Окасека в экран и разбрызгивание зеленых мухиных кишок в слова «Конец». Вместо этого в этой альтернативной версии его лицо остаётся на месте, и он продолжает подпевать тексту песни.
«You Might Think» получила первую премию MTV Video Music Award за лучшее видео года и была номинирована ещё на пять наград («Лучшие спецэффекты», «Лучшая художественная режиссура», «Выбор зрителя», «Лучшее концептуальное видео» и «Самое экспериментальное видео») на Церемония MTV Video Music Awards 1984. Видео также получило пять наград («Лучшее видео», «Лучшая концепция», «Самое инновационное», «Лучший монтаж» и «Лучшие спецэффекты») на Billboard Video Music Awards 1984 года и четыре награды («Лучшее достижение в музыкальном видео», «Лучший монтаж в музыкальном видео», «Лучшая инженерия в музыкальном видео» и «Лучшая операторская работа в музыкальном видео») на Премия Ассоциации производителей видеокассет «Монитор» за 1985 год.
Робин Слоун из Elektra Records снял видео после того, как режиссёр Джефф Стейн (фильма The Who The Kids Are Alright) показал ему образцы из нью-йоркской компании по производству визуальных эффектов Charlex. Фирма была известна на всю страну благодаря новаторским еженедельным рекламным объявлениям, которые она выпускала в National Enquirer. В рекламных роликах впервые была использована Quantel Paintbox, первый инструмент для художников, который можно использовать непосредственно на видеоэкране. Стейн вместе с основателями Charlex Алексом Вейлом и Чарли Леви сняли и продюсировали видео. Дэнни Розенберг и Билл Вебер были одновременно редакторами и видеоинженерами, Кевин Джонс был режиссёром по свету, Дэниел Дуковни — оператором, а Боб Райзнер — арт-директором. Производство видео обошлось в 80 000 долларов, что почти в три раза превышало средний бюджет музыкального видео того времени.

## Список композиций
Слова и музыка всех песен — Рик Окасек.
| №  | Название                                            | Основной вокал | Длительность |
| -- | --------------------------------------------------- | -------------- | ------------ |
| 1. | «You Might Think» (с англ. — «Ты Наверное Думаешь») | Окасек         | 3:04         |

| №  | Название                                         | Основной вокал | Длительность |
| -- | ------------------------------------------------ | -------------- | ------------ |
| 1. | «Heartbeat City» (с англ. — «Город Серцебиения») | Окасек         | 4:30         |

### Англия, Франция 12" Сингл
| №  | Название                                            | Основной вокал | Длительность |
| -- | --------------------------------------------------- | -------------- | ------------ |
| 1. | «You Might Think» (с англ. — «Ты Наверное Думаешь») | Окасек         | 3:04         |

| №  | Название                               | Основной вокал | Длительность |
| -- | -------------------------------------- | -------------- | ------------ |
| 1. | «Let’s Go» (с англ. — «Пойдём»)        | Бенджамин Орр  | 3:33         |
| 2. | «I Refuse» (с англ. — «Я Отказываюсь») | Окасек         | 3:16         |

### Англия, 7" Сингл
| №  | Название                                            | Основной вокал | Длительность |
| -- | --------------------------------------------------- | -------------- | ------------ |
| 1. | «You Might Think» (с англ. — «Ты Наверное Думаешь») | Окасек         | 3:04         |

| №  | Название                               | Основной вокал | Длительность |
| -- | -------------------------------------- | -------------- | ------------ |
| 1. | «I Refuse» (с англ. — «Я Отказываюсь») | Окасек         | 3:16         |

## Участники записи
- Рик Окасек — вокал (You Might Think, Heartbeat City, I Refuse) , ритм-гитара, бэк-вокал (Let’s Go)
- Бен Орр — вокал (Let’s Go), бас-гитара, бэк-вокал (You Might Think, Heartbeat City, I Refuse)
- Эллиот Истон — соло-гитара, бэк-вокал
- Грег Хоукс — клавишные, бэк-вокал, Fairlight CMI программирование (You Might Think, Heartbeat City, I Refuse)
- Дэвид Робинсон — ударные (Heartbeat City, I Refuse)

## Чарты
| Чарт (1984)                        | Наивысшая позиция |
| ---------------------------------- | ----------------- |
| Австралия (Kent Music Report)      | 24                |
| Канада (RPM Top Singles)           | 8                 |
| Нидерланды (Single Top 100)        | 49                |
| Нидерланды (Tipparade)             | 11                |
| Новая Зеландия (Recorded Music NZ) | 27                |
| Швеция (Sverigetopplistan)         | 20                |
| Великобритания (OCC UK Singles)    | 88                |
| США (Billboard Hot 100)            | 7                 |
| США (Billboard Dance Club Songs)   | 14                |
| США (Billboard Mainstream Rock)    | 1                 |
| US Cash Box Top 100 Singles        | 7                 |

| Чарт (2019)                            | Наивысшая позиция |
| -------------------------------------- | ----------------- |
| US Rock Digital Song Sales (Billboard) | 16                |

| Чарт (1984)                 | Позиция |
| --------------------------- | ------- |
| Canada Top Singles (RPM)    | 61      |
| US Billboard Hot 100        | 65      |
| US Cash Box Top 100 Singles | 64      |

## Версия «Weezer»
В 2011 году американская рок-группа «Weezer» записала кавер-версию песни для саундтрека к мультфильму «Тачки 2». У «Weezer» были отношения с вокалистом Окасеком, так как он спродюсировал три альбома группы, включая «Weezer (Голубой альбом)», «Weezer (Зелёный альбом)» и «Everything Will Be Alright in the End». 14 июня «Weezer» анонсировали кавер-версию в журнале Kerrang!, гитарист Weezer Брайан Белл объявил: «Песня будет играть в сцене, где Молния Маккуин и Мэтр отправляются в Японию, что отлично подходит для нас, потому что это как бы отражает наш опыт в Японии — был небольшой культурный шок!». Обложка была выпущена в качестве открывающего трека в тот же день, а музыкальное видео было выпущено 21 июня на канале группы Vevo, за три дня до выхода фильма, в котором группа записала песню, сцены из фильма, людей, работающих над фильмом, и группу в Японии. Видео было снято Тимом Уилкерсоном. Эта версия была спродюсирована группой и Шоном Эвереттом. Басист «Weezer» Скотт Шрайнер исполнил песню с группой «The Cars» в 2018 году на введении в Зал славы рок-н-ролла, что было последним выступлением Окасека до его смерти в следующем году. Версия «Weezer» заняла 8-е место в эфире Mexico Ingles.